# Hitlerszalonna
La Hitlerszalonna o Hitler szalonna era un dolce ungherese a base di frutta.

## Etimologia
La parola Hitlerszalonna, che in ungherese significa "pancetta di Hitler", è una reductio ad Hitlerum che allude alla qualità dell'alimento, giudicata scarsa, al dittatore tedesco. Il riferimento alla pancetta è invece dovuto al colore rossastro dell'alimento.

## Caratteristiche
La Hitlerszalonna era una conserva a base di frutta mista, molto calorica e ricca di pectina, che veniva consumata dalle forze armate ungheresi durante la seconda guerra mondiale, e fungeva da pasto in sostituzione alle più costose conserve di frutta. Essa veniva venduta in grandi blocchi ed era rivestita da una rete che serviva a proteggerla dalle mosche pur permettendole di rimanere a contatto con l'aria. Oggi la Hitlerszalonna è ancora reperibile in alcuni punti vendita dell'Ungheria ove prende vari nomi come kimért gyümölcsíz, tömblekvár, e sütésálló lekvár.